# デッドウイング
『デッドウイング』（Deadwing）は、イングランドのプログレッシブ・ロック・バンド、ポーキュパイン・ツリーが2005年に発表した8作目のスタジオ・アルバム。

## 背景
正式なレコーディングは、2004年3月から10月にかけてイングランドの様々なスタジオで行われたが、2003年から2004年のデモ録音からの断片も流用されている。バンドの中心人物スティーヴン・ウィルソンは当初、幽霊をテーマとした映画作品の制作を構想しており、本作はそのサウンドトラックとなるはずだったが、本作のリリースに至るまで、映画制作に必要な資金は得られなかったという。
当時キング・クリムゾンのメンバーだったエイドリアン・ブリューと、オーペスの中心人物として知られるミカエル・オーカーフェルトがゲスト参加した。スティーヴン・ウィルソンは、ブリューがゲスト参加を希望してきた件について「驚きだよ。私はラッシュとキング・クリムゾンを聴いて育ったんだからね」とコメントしているが、ブリュー本人との対面は果たせず、ウィルソンが送った音源にブリューが自分のパートを追加する形となった。また、ウィルソンは本作以前よりオーペスとの親交が深く、『ブラックウォーター・パーク』（2001年）、『デリヴァランス』（2002年）、『ダムネイション』（2003年）といった作品でプロデュース、演奏、ボーカルなどに貢献してきた。
アメリカで発売されたエンハンストCDには、本作のメイキング映像が収録された。また、2006年3月24日に発売された日本初回盤CD (IECP-20003/4)には、過去の代表曲をコンパイルしたボーナスCDが付属していた。

## 反響・評価
フランスでは2005年4月2日付のアルバム・チャートで初登場100位となり、前スタジオ・アルバム『In Absentia』に続く自身2作目のトップ200入りを果たした。スウェーデンでは2005年4月7日付のアルバム・チャートで26位となり、同国における初のチャート入りを果たした。アメリカの総合アルバム・チャートBillboard 200では2005年5月14日に132位を記録し、バンド初の全米トップ200入りを果たした。また、『ビルボード』のトップ・ヒートシーカーズでは4位に達した。
フィンランドでは、リリースから約5年後の2010年、2週にわたりアルバム・チャートでトップ50入りして、最高47位となった。バンドの母国イギリスでは、オリジナル・リリース時には全英アルバムチャート入りを果たせなかったが、2018年3月8日付のチャートで97位を記録した。
John D. Luerssenはオールミュージックにおいて5点満点中3点を付け「『デッドウイング』はヘッドフォンで聴くべきである、タイトルに反して飛べるから」と評している。

## 収録曲
特記なき楽曲はスティーヴン・ウィルソン作。
1. デッドウイング - "Deadwing" - 9:46
2. シャロウ - "Shallow" - 4:17
3. ラザルス - "Lazarus" - 4:18
4. ヘイロー - "Halo" (Porcupine Tree) - 4:38
5. アライヴィング・サムホエア・バット・ノット・ヒア - "Arriving Somewhere But Not Here" - 12:02
6. メロトロン・スクラッチ - "Mellotron Scratch" - 6:57
7. オープン・カー - "Open Car" - 3:46
8. ザ・スタート・オブ・サムシング・ビューティフル - "The Start of Something Beautiful" (Steven Wilson, Gavin Harrison) - 7:39
9. グラス・アーム・シャッタリング - "Glass Arm Shattering" (Porcupine Tree) - 6:12

### ボーナス・トラック
アメリカ盤CD (Lava 93812-2)および日本盤CDに収録。「グラス・アーム・シャッタリング」から約5分の無音状態を経て始まる。
1. シーズ・ムーヴド・オン - "Shesmovedon" - 4:59

### 日本初回盤CD (IECP-20003/4)ボーナス・ディスク
1. イーヴン・レス - "Even Less" - 7:13
2. ピュア・ナルコティック - "Pure Narcotic" - 5:04
3. ハウ・イズ・ユア・ライフ・トゥデイ - "How Is Your Life Today" - 2:48
4. バイング・ニュー・ソウル - "Buying New Soul" - 10:27
5. ロシア・オン・アイス（ライヴ） - "Russia on Ice (Live)" (Steven Wilson, Richard Barbieri, Colin Edwin, Chris Maitland) - 12:07
6. ブラッケスト・アイズ - "Blackest Eyes" - 4:25
7. トレインズ - "Trains (Edit)" - 4:28
8. オープン・カー - "Open Car" - 3:51
9. ラザルス - "Lazarus (Single Edit)" - 3:58
10. ヘイロー（ライヴ） - "Halo (Live)" (Porcupine Tree) - 5:53

## 参加ミュージシャン
- スティーヴン・ウィルソン - ボーカル、ギター、ベース、ピアノ、キーボード、ハンマード・ダルシマー
- リチャード・バルビエリ - キーボード、シンセサイザー
- コリン・エドウィン - ベース
- ギャヴィン・ハリソン - ドラムス、パーカッション

アディショナル・ミュージシャン
- エイドリアン・ブリュー - ギター・ソロ(on #1, #4)
- ミカエル・オーカーフェルト - ハーモニー・ボーカル(on #1, #3, #5)、ギター・ソロ(on #5)